# Żarłaczokształtne
Żarłaczokształtne (Carcharhiniformes) – rząd drapieżnych ryb chrzęstnoszkieletowych (Chondrichthyes), znacznie zróżnicowanych morfologicznie. Zamieszkują ciepłe wody morskie i oceaniczne. Do żarłaczokształtnych zalicza się ponad 260 gatunków opisanych naukowo. Niektóre gatunki są niebezpieczne dla człowieka. W zapisie kopalnym są znane od późnej jury.

## Cechy charakterystyczne
Ciało wrzecionowate, tułów cylindryczny. Przesłona migawkowa na oczach. Pięć par szczelin skrzelowych, przy czym 1–3 ostatnich zachodzi nad nasadę płetwy piersiowej. Ostre, mocne zęby. Dwie płetwy grzbietowe bez kolców (tylko u Pentanchus profundicolus jedna). Występuje płetwa odbytowa. Górny płat płetwy ogonowej większy od dolnego. Jajorodne, jajożyworodne lub żyworodne.

## Klasyfikacja
Do żarłaczokształtnych zaliczane są rodziny:
- Scyliorhinidae Gill, 1862 – rekinkowate
- Atelomycteridae White, 1936
- Pentanchidae Smith, 1912
- Pseudotriakidae Gill, 1893
- Proscylliidae Fowler, 1941
- Leptochariidae Gray, 1851 – jedynym przedstawicielem jest Leptocharias smithii (Müller & Henle, 1839)
- Triakidae Gray, 1851 – mustelowate
- Hemigaleidae Hasse, 1878
- Carcharhinidae Jordan & Evermann, 1896 – żarłaczowate
- Galeocerdonidae Poey, 1875 – jedynym przedstawicielem jest Galeocerdo cuvier (Péron & Lesueur, 1822) – żarłacz tygrysi
- Sphyrnidae Bonaparte, 1840 – młotowate